# Урал-батыр
«Ура́л-баты́р» (баш. Урал батыр) — башкирский эпос (кубаир), памятник башкирской словесности.
Эпос состоит из 4576 поэтических и 19 прозаических строк. Композиционно выделяют 3 части.
Некоторые мотивы и образы «Урал-Батыра» встречаются и в других башкирских эпосах («Заятуляк и Хыухылу», «Кунгыр-буга», «Алпамыша», «Кузыйкурпяс и Маянхылу»), а эпосы «Акбузат» и «Бабсак и Кусэк», продолжая сюжетную линию «Урал-Батыра», образуют единый цикл башкирских эпических сказаний.

## История изучения
Эпос передавался устно из поколения в поколение поэтами-сказителями — сэсэнами. В 1910 году фольклорист Мухаметша Бурангулов записал эпос от двух сэсэнов-кураистов: Габита Аргынбаева (≈1850—1921) из аула Идрис и Хамита Альмухаметова (1861—1923) из аула Малый Иткул Иткульской волости Оренбургской губернии. По легенде, после записи этого эпоса Мухаметша Бурангулов подарил сказителю коня, а сам вернулся домой пешком.
Известны другие версии эпоса: прозаический вариант был записан в 1956 году у Исмагила Рахматуллина в ауле Имангул Учалинского района исследователем А. И. Харисовым и издана им в том же году; версия, условно обозначаемая как этиологический миф, была записана в 1984 году у Шамсии Сафаргалиной в ауле Габбасово Зианчуринского района Башкортостана.
В 1968 году эпос «Урал-батыр» был издан с сокращениями на башкирском языке в журнале «Агидель» в 1968 году В 1972 году впервые состоялась полная публикация на башкирском языке — в первом томе свода «Башкирское народное творчество».
В 1975 году в сокращённом виде опубликован в первом томе сборника «Героический эпос народов СССР» в серии «Библиотека всемирной литературы»(пер. А. Х. Хакимов, И. С. Кычаков, А. С. Мирбадалева), а также — в серии «Эпос народов СССР» (пер. А. Х. Хакимов, Н. В. Кидайш-Покровская, А. С. Мирбадалева). В 1977 году был опубликован полный академический текст эпоса на русском и башкирском языках.
Впервые о самобытности эпоса «Урал-батыр» было заявлено в трудах А. А. Петросян. Она обнаружила сюжетное сходство башкирского эпоса с шумерско-аккадским эпосом о Гильгамеше, но в то же время пришла к выводу о существовании глубоких различий идейно-художественных концепций данных произведений: «Главный мотив эпоса „Урал-батыр“ — человек сильнее всех сущих, добро неистребимо. Вавилонский эпос опирается на другую идею — все от воли богов». Философ Д. Ж. Валеев видит ценность эпоса «как источника по изучению истории общественного сознания и общественной мысли башкир». По мнению Салавата Хамидуллина, мораль эпоса заключается в следующем: не стоит стремиться получить бессмертие, ибо его корень перечит человеку. Самое главное, сохранить облик себя, человека. Уважать младших и не перечить старшим. Помогать себе подобным и защищать землю на которой ты живёшь.
Существует несколько переводов эпоса на русский язык — как подстрочных, так и поэтических. Переводы на русский язык делали несколько писателей и поэтов. Прозаическое переложение эпоса выполнил писатель А. Г. Хусаинов, поэтический перевод на русский язык выполнен поэтом Г. Г. Шафиковым.
В 2003 году «Урал-Батыр» был переведён на английский язык (пер. С. Г. Шафиков). В Уфе вышло подарочное издание эпоса на трёх языках (башкирский оригинал, русский перевод Г. Г. Шафикова и английский перевод С. Г. Шафикова). В 2006 году был издан «Урал-Батыр» на немецком языке в переводе доктора филологии из Германии Алии Тайсиной. Эпос «Урал-Батыр» также был переведён на другие языки мира (абхазский, иврит, татарский, чувашский и другие).
В 2007 году впервые был опубликован оригинал текста «Урал-Батыра». Все предыдущие публикации эпоса содержали искажения. Причины некритичной публикаций эпоса кроются в советской практике искажения памятников народного творчества, в преследованиях башкирских учёных (Мухаметша Бурангулов был дважды репрессирован). Постановления ЦК партии по Башкирской парторганизации запрещали целый ряд фольклорных памятников. Однако, невзирая на репрессии, эпос «Урал-Батыр» уцелел.
Оригинал в виде машинописной копии на латинском шрифте (стихи с прозаическими вставками) с несколькими рукописными поправками (вероятно, самого М. Бурангулова) хранится в Научном архиве Уфимского научного центра РАН. Подлинник (рукописная запись) не сохранился.
В настоящее время выпущено множество исследований об «Урал-батыре». Продолжается изучение эпоса на стыке археологии, этнографии, лингвофольклористики.
В Башкортостане многое делается для популяризации эпоса. В Башкирском академическом театре драмы имени М. Гафури поставлен спектакль «Урал-батыр», создан научно-популярный фильм «В поисках Акбузата», разработан туристический проект «Золотое кольцо Башкортостана: дорогами эпоса „Урал-батыр“». Ежегодно проводится конкурс на лучших чтецов эпоса.
Эпос «Урал-батыр» является одним из «Семи чудес Башкортостана», включён в Список нематериального культурного наследия ТЮРКСОЙ, является кандидатом на включение в Список ЮНЕСКО «Шедевры устного и нематериального наследия человечества».

## Сюжет
Сюжет эпоса довольно сложен и построен на описании борьбы Урал-батыра за счастье людей, со злыми силами природы, воплощёнными в образах драконов (аждаха), дивов, змей и т. д. Персонажи сказания — богатыри и простые жители земли, небесные божества (небесный царь птиц — Самрау), злые силы природы, мифические существа. Здесь изображена судьба героев трёх поколений (старик Янбирде и старуха Янбика, их дети — Урал и Шульген, внуки — Яик, Идель, Нугуш, Сакмар) и, соответственно этому, состоит из трёх частей и сам эпос.
В первой части рассказывается о старике Янбирде и старухе Янбике, волею судьбы, оказавшихся на затерянной земле. Они занимаются охотой на диких зверей. От пожилых супругов рождаются два сына — Шульген и Урал, что является традиционным мотивом тюрко-монгольского эпоса. Янбирде сообщает детям тайну существования Смерти (Улем), которая убивает людей, зверей и всё живое на земле.
От белой лебёдушки Хомай (дочь Самрау), спасённой Урал-батыром, они узнают о существовании Родника жизни — Яншишмы. Янбирде советует сыновьям отыскать Яншишму и уничтожить Смерть. Первая часть завершается тем, что молодые батыры отправляются на поиски родника бессмертия.
Вторая часть сказания повествует о деятельности героев второго поколения — Шульгена и Урал-батыра. В ней подробно изображаются подвиги Урал-батыра и злодеяния его брата Шульгена, переметнувшегося в стан врагов. Заканчивается эта часть поражением дивов и драконов, возникновением в пучине моря гор из тел убитых героем врагов (Уральские горы), гибелью Урал-батыра за бессмертие природы.
Третья часть поэмы посвящена подвигам сыновей Урал-батыра, заселению уральской земли людьми, животными и птицами.

## Интерпретации
З. Р. Назарова интерпретирует эпос об Урале при помощи теории архетипов К. Г. Юнга, выделяя следующие:
- старый премудрый ясновидящий дракон;
- божественный ребёнок Урал;
- могущественный спутник героя — космический конь Акбузат, в будущем помощник Урала;
- семь драконов на небе — созвездие Большой Медведицы; дракон с большим ключом;
- волшебная палка;
- живой родник — живая вода;
- царь птиц — Самрау, который является мужем Солнца и Луны, в то же время отцом Хомай и Айсылу — символов «Анимы»;
- выбор девушкой Хомай для себя жениха (задаёт загадки, испытывает на верность, честность);
- космическая пара (или божественный брак) Урала и Хомай,
- четверичность — 4 батыра, 4 сына (Хакмар тоже считает себя сыном Урала);
- говорящие и ведающие животные — олицетворение человеческих качеств (бык, лев, собака, сокол, птицы и т. п.);
- многозначный символ Заркум (охота на оленя является одной из аллегорий, обозначающих половой акт, змей — символ одновременно позитивный и негативный, может превратиться в человека);
- камень и его трансформация;
- огонь;
- Всемирный потоп;
- символ Смерти;
- числа — архетипы порядка (семёрка — число планетарных богов древних);
- символы Тени — пещера, подземелье, спуск в глубокий источник, кровь в ракушках как символы дурного духа, вспыльчивого гнева и чувственных пристрастий;
- Урал-гора как символ самости, символ становления целостной личности;
- жертвоприношение злому царю Катилу, тема жертвы батыра или смерти героя (которая необходима для излечения от гордости, гордыни, показывающей самое себя);
- женитьбы Урала, когда уходит детская безответственность при вступлении в общество;
- болезненное подчинение дисциплине;
- архетипы Тени (Шульген), Анимы, Анимуса, Старого мудреца и другие, которые связывают воедино мир сознания и мир бессознательного, являются средствами «духовного возрождения», индивидуации.